# مدينة الملك عبد الله للطالبات
مدينة الملك عبد الله للطالبات  رسميًا مدينة الملك عبد الله للطالبات بجامعة الإمام، هي مدينة تعليمية للنساء في الجزء الغربي من مبنى جامعة الإمام محمد بن سعود الإسلامية في الرياض، المملكة العربية السعودية. افتتحت في عام 2010،  كلف إنشائها ملياري ريال سعودي (533 مليون دولار أمريكي) ثم دمجت بعد ذلك ثلاث مراكز دراسية للطالبات في البطحاء والملز والنفال بحلول عام 2012. تمتد على مساحة 100 هكتار، وتستوعب أكثر من أربعين ألف طالب من رياض الأطفال إلى ما بعد التخرج، وتشمل ستة مبان، جزء منها مكتبة وبهو للطلاب.

## تاريخ
وفي كانون الثاني/يناير 2006، وضع الملك عبد الله حجر الأساس لبناء منطقة تعليمية حصرية للنساء تبلغ قيمتها ملياري ريال سعودي داخل مباني جامعة الإمام محمد بن سعود الإسلامية. في نوفمبر 2010، بعد افتتاحها، أطلق عليها مدير الجامعة اسم الملك باسم «مدينة الملك عبد الله بن عبد العزيز للطالبات».
بحلول عام 2011، بدأت الجامعة عملية دمج الجامعات الثلاثة التابعة السابقة في البطحاء والملز والنفال في المدينة التعليمية. تم الانتهاء من نقل فرعي الملز والنفل باستثناء فرع البطحاء بسبب عدم وجود اختبارات السلامة في المباني الجديدة، وبالتالي تأخرت لبعض الوقت. وقد اكتمل نقل فرعي الملز والنفال في أوائل عام 2012، باستثناء فرع البطحاء بسبب عدم وجود اختبارات سلامة في المباني الجديدة، وبالتالي تأخر لبعض الوقت.

## الإدارات
- قسم مراقبة الأداء
- دائرة الشؤون الفنية
- قسم شؤون الطالبات